# Ștefan Somogy
Ștefan Somogy (ur. 17 września 1929 w Aradzie) – rumuński wioślarz. Reprezentant Rumunii na Letnich Igrzyskach Olimpijskich 1952 w Helsinkach. Na igrzyskach uczestniczył w wioślarskiej ósemce w składzie Iosif Bergesz, Milivoi Iancovici, Ștefan Konyelicska, Gheorghe Măcinic, Ion Niga, Ștefan Pongratz, Alexandru Rotaru, Ștefan Somogy, Ion Vlăduț. Załoga rumuńska odpadła po pierwszym repasażu.
Startując w czwórce bez sternika zdobył złoty medal na mistrzostwach Europy w 1955 w Gandawie.